# Trebijovi
Trebijovi (en serbe cyrillique : Требијови) est un village de Bosnie-Herzégovine. Il est situé sur le territoire de la ville de Trebinje et dans la république serbe de Bosnie. Selon les premiers résultats du recensement bosnien de 2013, il compte 12 habitants.

## Géographie
Le village est situé au nord de Trebinje. Il est entouré par les localités suivantes :
|                | Grkavci   |                  |
| Parojska Njiva | Trebijovi | Vrpolje Ljubomir |
|                | Trebinje  |                  |

## Démographie

### Évolution historique de la population dans la localité
| 1948 | 1953 | 1961 | 1971 | 1981 | 1991 | 2013 |
| ---- | ---- | ---- | ---- | ---- | ---- | ---- |
| -    | -    | 110  | 81   | 54   | 33   | 12   |

|  |